# Persone di cognome Lee/Attori
| Questa pagina contiene informazioni ricavate automaticamente dalle voci biografiche con l'ausilio del template Bio e di un bot. L'aggiornamento è periodico e automatico e ricostruisce completamente la pagina. Se manca una persona in questa lista, sei pregato di non aggiungerla, ma accertati piuttosto che la sua voce biografica contenga il template Bio e che i dati anagrafici siano correttamente compilati. Se il template Bio manca, inseriscilo tu stesso o, in alternativa, metti l'avviso {{tmp\|Bio}} che ne segnala la mancanza. Se i dati riportati sono sbagliati, correggi direttamente la voce biografica; le modifiche saranno visibili in questa lista entro pochi giorni. Per chiarimenti vedi il progetto antroponimi. La lista contiene solo le 51 persone che sono citate nell'enciclopedia e per le quali è stato implementato correttamente il template Bio. Pagina aggiornata al 23 lug 2025. |

Questa è una lista di persone presenti nell'enciclopedia che hanno il cognome Lee e sono attori.

## B(3)
- Lee Beom-soo, attore sudcoreano (Cheongju, n. 1969)
- Brandon Lee, attore e artista marziale statunitense (Oakland, n. 1965 - Wilmington, † 1993)
- Lee Byung-hun, attore e modello sudcoreano (Seongnam, n. 1970)

## C(4)
- C. S. Lee, attore sudcoreano (Cheongju, n. 1971)
- Canada Lee, attore e pugile statunitense (Manhattan, n. 1907 - Manhattan, † 1952)
- Christopher Lee, attore e cantante britannico (Londra, n. 1922 - Londra, † 2015)
- Cinqué Lee, attore, regista e sceneggiatore statunitense (New York, n. 1966)

## D(4)
- Daniel Curtis Lee, attore e rapper statunitense (Clinton, n. 1991)
- Davey Lee, attore statunitense (Hollywood, n. 1924 - Los Angeles, † 2008)
- Lee Dong-wook, attore sudcoreano (Seul, n. 1981)
- Duke R. Lee, attore statunitense (Prince Henry County, n. 1881 - Los Angeles, † 1959)

## E(1)
- Eugene Gordon Lee, attore statunitense (Fort Worth, n. 1933 - Minneapolis, † 2005)

## F(1)
- Frankie Lee, attore statunitense (Gunnison, n. 1911 - Los Angeles, † 1970)

## G(2)
- Gavin Lee, attore e ballerino britannico (Woodbridge, n. 1971)
- Gwilym Lee, attore britannico (Bristol, n. 1983)

## H(1)
- Lee Hyun-woo, attore sudcoreano (Seul, n. 1993)

## I(1)
- Irving Allen Lee, attore statunitense (n. 1948 - † 1992)

## J(10)
- Lee Jin-wook, attore sudcoreano (Cheongju, n. 1981)
- Lee Jong-suk, attore e modello sudcoreano (Suwon, n. 1989)
- Jason Lee, attore, produttore televisivo e skater statunitense (Orange, n. 1970)
- Jason Scott Lee, attore statunitense (Los Angeles, n. 1966)
- Lee Je-hoon, attore sudcoreano (Seul, n. 1984)
- Lee Jeong-jin, attore sudcoreano (Seoul, n. 1978)
- Lee Ji-hoon, attore sudcoreano (Namyangju, n. 1988)
- Bernard Lee, attore britannico (Londra, n. 1908 - Hampstead, † 1981)
- Lee Joon-gi, attore, cantante e modello sudcoreano (Pusan, n. 1982)
- Lee Jung-jae, attore sudcoreano (Seul, n. 1972)

## K(2)
- Ki Hong Lee, attore sudcoreano (Seul, n. 1986)
- Lee Kwang-soo, attore, comico e modello sudcoreano (Namyangju, n. 1985)

## L(1)
- Lee Li-chun, attore taiwanese (n. 1952)

## M(5)
- Mark Lee, attore, regista e cantante australiano (Sydney, n. 1958)
- Mason Lee, attore statunitense (Champaign, n. 1990)
- Lee Min-ho, attore, modello e cantante sudcoreano (Seul, n. 1987)
- Lee Tae-ri, attore sudcoreano (Namyangju, n. 1993)
- Lee Min-ki, attore, modello e cantante sudcoreano (Gimhae, n. 1985)

## N(1)
- Nelson Lee, attore televisivo taiwanese (Taipei, n. 1975)

## R(4)
- Raymond Lee, attore statunitense (New York, n. 1987)
- Reggie Lee, attore statunitense (Quezon City, n. 1975)
- Rex Lee, attore statunitense (Warren, n. 1969)
- Ryan Lee, attore statunitense (Austin, n. 1996)

## S(7)
- Sam Lee, attore, cantante e rapper cinese (Hong Kong, n. 1975)
- Lee Sang-yeob, attore sudcoreano (Corea del Sud, n. 1983)
- Lee Sang-yoon, attore sudcoreano (Seul, n. 1981)
- Stephen Lee, attore statunitense (Englewood, n. 1955 - Los Angeles, † 2014)
- Lee Sun-ho, attore sudcoreano (n. 1981)
- Lee Sun-kyun, attore sudcoreano (Seul, n. 1975 - Seul, † 2023)
- Lee Sung-min, attore, artista marziale e cantante sudcoreano (Gyeonggi, n. 1986)

## T(1)
- Hoon Lee, attore e doppiatore statunitense (Plymouth, n. 1973)

## W(2)
- Will Yun Lee, attore statunitense (Arlington, n. 1971)
- William Gregory Lee, attore statunitense (Virginia Beach, n. 1973)

## Y(1)
- Lee Seo-hwan, attore sudcoreano (Incheon, n. 1973)